# Clivus (anatomi)
Clivus (Latinsk for "skråning") er en del af det menneskelige kranium i bunden af kraniet, en hul sænkning bag dorsum sellæ der hælder skråt bagud. Det danner en gradvis skrånende proces på den anteriore del af den basillære del af nakkebenet, ved dets samling med kilebenet. På det axiale plan er det lige posteriort til kilebenscellerne. lateralt til clivus bilateralt er foramen lacerum, den indre carotide arterie når den midterste kraniale fossa over foramen lacerum), proksimalt til det anastomosis med Willis' cirkel. Posteriort til clivus er den basillære arterie.
Pons er placeret på clivus.